# 麻醉

在医学领域（尤其是外科、牙医学）中，麻醉（英語：或）是一种临时失去意识和感觉的状态。它可能包括疼痛减轻、瘫痪（指肌肉放松）、失去记忆和无意识。